# Самоне
Самоне (італ. Samone) — муніципалітет в Італії, у регіоні Трентіно-Альто-Адідже, провінція Тренто.
Самоне розташоване на відстані близько 480 км на північ від Рима, 31 км на схід від Тренто.
Населення — 554 особи (2014).
Щорічний фестиваль відбувається 19 березня. Покровитель — San Giuseppe.

## Демографія
Населення за роками:

Станом на 1 січня 2023 року в муніципалітеті офіційно проживало 19 іноземців з 8 країн, серед них 12 громадян країн Євросоюзу.

## Сусідні муніципалітети
- Кастель-Івано